# هانس واینگارتنر
هانس واینگارتنر (آلمانی: Hans Weingartner؛ زادهٔ ۲ نوامبر ۱۹۷۷) کارگردان فیلم، و فیلم‌نامه‌نویس اهل اتریش است.
وی همچنین برندهٔ جوایزی همچون جایزه فیلم آلمان شده‌است.